# West of the Rockies Tour
Die West of the Rockies Tour war eine Tournee durch Nordamerika, die der britische Musiker und Komponist Elton John zur Verkaufsförderung seines zehnten Studioalbums Rock of the Westies unternahm. Im Verlauf der Tournee trat John in 17 Konzerten in den USA und Kanada auf.

## Tournee
John und seine Tourneeband spielten sich für die „West of the Rockies Tour“ mit fünf Konzerten an drei Abenden vom 25. bis 27. August 1975 im Troubadour Nachtclub in Los Angeles ein. Für John war dies ein besonderer Ort, weil er dort genau fünf Jahre vorher am 25. August 1970 seine Karriere in den USA begann. Als Erinnerung an sein Debüt-Konzert in diesem Club gab es für die Gäste als Souvenir das Buch Five Years of Fun. In einer dieser Shows war Kiki Dee mit dabei, mit der er ein Jahr später das Erfolgsduett Don’t Go Breaking My Heart veröffentlichen würde. Die Auftritte erfolgten als Wohltätigkeitskonzerte für die Jules Stein Foundation.
Die Tournee selbst begann am 29. September 1975 in der San Diego Sports Arena und endete am 25. und 26. Oktober im Dodger Stadium in Los Angeles. Seitdem 1966 dort die Beatles auftraten, war es das erste Mal, dass wieder ein Rockstar mit seinen Fans die Ränge füllen konnte. Beide Abende begannen mit Auftritten von Emmylou Harris und Joe Walsh. Später sangen auf der Bühne Billie Jean King, der John Philadelphia Freedom gewidmet hatte, und der James Cleveland Chor mit 45 Mitgliedern bei einigen Titeln mit.
Diese beiden Konzerte stellten den Höhepunkt der Elton John Week in Los Angeles dar. An beiden Abenden kamen jeweils 55.000 Gäste in die Arena und die Show wurde für das britische Fernsehen gefilmt. Zu den Veranstaltungen gehörte auch die Zeremonie, während der Johns Name im Hollywood Walk of Fame in der Nähe des Grauman’s Chinese Theatre gelegt wurde. Es war das erste Mal in mehr als 1500 solcher Veranstaltungen, dass diese für die Öffentlichkeit geschlossen werden musste. Diese Konzerte gehören wohl zu seinen berühmtesten und werden als Marke für den Zenit seiner Karriere gesehen.

## Tourneetermine
| Datum              | Stadt          | Land               | Veranstaltungsort               |
| Nordamerika        | Nordamerika    | Nordamerika        | Nordamerika                     |
| ------------------ | -------------- | ------------------ | ------------------------------- |
| 29. September 1975 | San Diego      | Vereinigte Staaten | San Diego Sports Arena          |
| 1. Oktober 1975    | Tucson         | Vereinigte Staaten | Tucson Convention Center        |
| 2. Oktober 1975    | Las Vegas      | Vereinigte Staaten | Las Vegas Convention Center     |
| 3. Oktober 1975    | Tempe          | Vereinigte Staaten | ASU Activities Center           |
| 5. Oktober 1975    | Denver         | Vereinigte Staaten | McNichols Sports Arena          |
| 6. Oktober 1975    | Denver         | Vereinigte Staaten | McNichols Sports Arena          |
| 7. Oktober 1975    | Salt Lake City | Vereinigte Staaten | Huntsman Center                 |
| 12. Oktober 1975   | Vancouver      | Kanada             | Pacific Coliseum                |
| 13. Oktober 1975   | Vancouver      | Kanada             | Pacific Coliseum                |
| 14. Oktober 1975   | Portland       | Vereinigte Staaten | Portland Memorial Coliseum      |
| 16. Oktober 1975   | Seattle        | Vereinigte Staaten | Seattle Center Coliseum         |
| 17. Oktober 1975   | Seattle        | Vereinigte Staaten | Seattle Center Coliseum         |
| 19. Oktober 1975   | Oakland        | Vereinigte Staaten | Oakland-Alameda County Coliseum |
| 20. Oktober 1975   | Oakland        | Vereinigte Staaten | Oakland-Alameda County Coliseum |
| 21. Oktober 1975   | Oakland        | Vereinigte Staaten | Oakland-Alameda County Coliseum |
| 25. Oktober 1975   | Los Angeles    | Vereinigte Staaten | Dodger Stadium                  |
| 26. Oktober 1975   | Los Angeles    | Vereinigte Staaten | Dodger Stadium                  |

## Vortragsliste
1. „Your Song“
2. „I Need You to Turn To“
3. „Border Song“
4. „Take Me to the Pilot“
5. „Dan Dare (Pilot of the Future)“
6. „Country Comfort“
7. „Levon“
8. „Rocket Man“
9. „Hercules“
10. „Empty Sky“
11. „Funeral for a Friend/Love Lies Bleeding“
12. „Goodbye Yellow Brick Road“
13. „Bennie and the Jets“
14. „Harmony“
15. „Dixie Lily“
16. „Captain Fantastic and the Brown Dirt Cowboy“
17. „The Bitch Is Back“
18. „Someone Saved My Life Tonight“
19. „Don't Let the Sun Go Down on Me“
20. „Lucy in the Sky with Diamonds“
21. „(Gotta Get a) Meal Ticket“
22. „I Saw Her Standing There“
23. „Island Girl“
24. „Philadelphia Freedom“
25. „We All Fall In Love Sometimes“
26. „Curtains“
27. „Saturday Night's Alright for Fighting“

Zugabe:
1. „Pinball Wizard“[6][7]

## Elton-John-Band der Tournee
- Elton John – Gesang, Klavier

- Davey Johnstone – E-Gitarre, Akustische Gitarre, Begleitstimme

- Caleb Quaye – Rhythmusgitarre, Begleitstimme

- Kenny Passarelli – Bassgitarre, Begleitstimme

- Roger Pope – Schlagzeug

- James Newton Howard – Keyboards, Elektrisches Klavier, Synthesizer

- Ray Cooper – Percussion

- Cindy Bullens – Begleitstimme

- Jon Joyce – Begleitstimme

- Ken Gold – Begleitstimme[8]